# 結月ゆかり
結月 ゆかり（ゆづき ゆかり、Yuzuki Yukari）は、VOCALOMAKETSの企画により複数の音源で発売されている音声合成用の音源、およびそのキャラクター。ヤマハが開発した歌唱用の音声合成技術「VOCALOID」を採用した「VOCALOID3 結月ゆかり（ゆづき　ゆかり）」と「VOCALOID4 結月ゆかり」、「CeVIO プロジェクト」が開発した歌唱/話し言葉用の音声合成技術を採用した「CeVIO AI 結月ゆかり 麗」、「VoiSona 結月ゆかり 麗」、クリムゾンテクノロジーが開発したボイスチェンジャーの「結月ゆかり(CV:石黒千尋) Voidol用ボイスモデル」、エーアイが開発した話し言葉用の音声合成技術「AITalk」を採用した「VOICEROID+ 結月ゆかり」、「VOICEROID2 結月ゆかり」、「A.I.VOICE 結月ゆかり」、および「A.I.VOICE 2 結月ゆかり」、ドワンゴ及びエーアイが開発した話し言葉用の音声合成技術「Seiren Voice」を採用した「Seiren Voice 結月ゆかり」等の主に5種のプラットフォームを使用した製品が発売されており、それぞれパソコン上で歌声、話声を合成することが出来る。

## 製品
結月ゆかりは、それまでの他の同種の製品と異なり、企業主導ではなく、VOCALOIDを用いた音楽作品を発表している音楽家（ボカロP）ら7人から成るクリエイターチーム「VOCALOMAKETS」（ボカロマケッツ、運営は株式会社BumpyFactory）の企画により生まれた製品である。元々はボカロP同士の雑談が発端で、VOCALOMAKETS発起人の一人であるBumpyうるしが運営しているBumpyFactoryを通じてヤマハにVOCALOIDの企画を持ちかけたが、自分たちだけでの実現は困難であったことから、2009年11月に当時VOCALOID製品販売への参入を控えていたAHSをヤマハから紹介され、VOCALOMAKETSの監修のもと、AHSが開発、販売を担当し製品化されることとなった。また、AHSは、VOCALOIDに加え、VOICEROIDシリーズとしてAITalkを使用した文字読み上げソフトの販売も行っており、VOCALOMAKETSはVOCALOIDとともにVOICEROIDも同じ声で発売することもAHSに持ちかけた。
開発に際しVOCALOMAKETSは、開発のための出資や、製品としての方向性の決定、音声担当者の選定、キャラクターデザインの依頼、VOCALOIDに同梱のexVOICEの収録の提案などを行った。音声担当者の選定ではVOCALOMAKETSが候補者を用意しオーディションを行い、AHSからの技術的なアドバイスを踏まえて、声優の石黒千尋が選ばれた。VOCALOIDとAITalkはシステムが異なり、どちらのシステムにも適した声の人も少ないため、VOCALOIDとVOICEROIDで同じ声を出すのは困難と見られていたが、石黒千尋の声はそのどちらにも適しており、さらに編集作業で調整を重ねることで、同じ音声が作成されるようにした初めてのVOCALOIDとVOICEROIDの同時発売が実現した。
「結月ゆかり」という名前の由来は「VOCALOIDに縁のある人達が音（月）を結ぶ（英語意訳：She unites you all with her voice.）」ということから来ており、「月」がキーワードとなっている。
女満別空港ビル応援キャラクターであり、同空港には等身大パネルがあり、2014年2月4日より同空港の館内放送を担当している。
2017年6月7日には第17代オホーツク観光大使に就任した。
また、警視庁犯罪抑止対策本部のアプリ「Digi Police」にも使用されている。

### VOCALOID3 結月ゆかり
「VOCALOID3 結月ゆかり」は、ヤマハの歌声合成技術、VOCALOIDに対応したボーカル音源で、パソコン上でメロディと歌詞を入力することで歌声を作成することができる。エンジンのバージョンはVOCALOID3。声質はしっとりと大人っぽい歌声で、音を延ばしたときの人間らしさや、息づかいの再現など生っぽい音づくりが重視されており、「伸びやかな高音域が特徴で、1980年代から現在のアイドルポップスに加え、バラード、アニメソング、などさまざまな音楽ジャンルに対応する」とされる。得意なテンポは60-120、得意な音域はD2〜F4。
結月ゆかりの声のブレス（息継ぎ）や各種のセリフ、エフェクトなど、作曲に使える音源が非圧縮Wave形式の音声素材集「exVOICE」が同梱されている。「exVOICE」は発売後も追加音声の提供が行われている。

### VOCALOID4 結月ゆかり
2015年3月18日には、「VOCALOID4 結月ゆかり」と称し、「純」「穏」「凛」の3種類の「VOCALOID4」エンジンに対応した音源が発売された。これら3種類の音源は、それぞれ個別のパッケージに加え、3種類すべてを同梱した「結月ゆかり コンプリート 純・穏・凛」も発売され、それに「VOCALOID4 Editor」を同梱したスターターパック版も発売されている。性能は以下の通り。
| 音源 | 声質       | 得意テンポ | 推奨音域 |
| ---- | ---------- | ---------- | -------- |
| 純   | ナチュラル | 60～120BPM | D2～F4   |
| 穏   | ウィスパー | 60～120BPM | D2～F4   |
| 凛   | パワー     | 80～200BPM | G2～A4   |

### VOICEROID+ 結月ゆかり・VOICEROID 2 結月ゆかり
「VOICEROID+ 結月ゆかり」は、エーアイが開発したコーパスベース音声合成方式の音声合成技術「AITalk」を使用したソフトで、AH-Softwareが発売している「VOICEROID」シリーズの一つ。テキストを入力することで、話し言葉を作成することができる。メジャーバージョンアップ版である「VOICEROID2」でのローンチ製品としても採用され、こちらでは感情パラメータが実装されている。
音楽製作においても、セリフを曲中に入れる場合、VOCALOIDは歌声を作成するためのシステムであるために、話し言葉を作成するには適していないが、結月ゆかりはVOCALOIDと同じ声のVOICEROIDにより、そうした曲の作成を容易にしている。VOCALOIDと異なり、ライセンス上パッケージの購入だけでは音声の利用範囲が非営利目的に限定されているが、楽曲の一部としての利用に限り商用利用できる「楽曲用ライセンス」が2013年8月から販売されている。
なお、「VOICEROID+ 結月ゆかり」に収録されている音声は、AITalk開発元であるエーアイの製品にも使用されている。エーアイでは「すみれ」という名前がつけられており、キャラクターイラストも結月ゆかりとは異なるものが用いられている。

### CeVIO AI 結月ゆかり 麗
2021年1月29日発売。2020年7月23日に「CeVIO AI」による新たなソングライブラリを発売することが発表された。同年11月には製品名が発表された。販売元はCeVIO AIの発売元である株式会社テクノスピーチ。得意ジャンルはポップス、ジャズ、バラード等、得意なテンポは80-145、得意な音域はG3～D5。2023年5月18日には姉妹ブランドのVoiSonaに対応した新音源が発売された。

### Voidol 結月ゆかり
2020年9月29日発売、AIによりリアルタイムで声質変換を行うアプリケーション「Voidol」のボイスモデル。

### A.I.VOICE 結月ゆかり
2021年10月22日発売。エーアイ独自の新ブランド「A.I.VOICE」からの発売となる。VOICEROID同様、エンジンにはAITalkが使用されている。通常のゆかりのライブラリは喜・怒・悲のボイススタイルに対応しており、新たなライブラリとして「結月ゆかり 雫」が特別収録されている。こちらはボイススタイルには非対応。2022年10月28日には、喜・怒・悲のボイススタイルを落ち着いたトーンで新たに収録・制作をしたアペンド版「A.I.VOICE 結月ゆかり 凪」が発売された。2025年2月14日には、囁き声に対応した「A.I.VOICE 結月ゆかり 囁」が発売された。

### Seiren Voice 結月ゆかり
2022年5月17日発売。ドワンゴの機械学習技術の開発・研究部門「Dwango Media Village」が開発した声質変換技術「Seiren Voice」を利用したAIボイスチェンジャー。音声を「音素」「音高」「発音タイミング」に分解し、それらのデータを基に目標とする人物の声をディープラーニングで再構築することで、自分自身の声を結月ゆかりの声に変換することができる。これにより、従来の文章入力からの音声合成方式では難しかった間の取り方や抑揚など、制作者の意図に沿った細かい表現が可能となる。

### VoiSona  結月ゆかり 麗
2023年5月17日発売。推奨音域はG3～D5。推奨テンポは80～145BPM。ブレスや独特な吐息成分を含んだ艶やかな歌声により、ポップスからローテンポな楽曲まで美しく自然に歌い上げることを特徴としている。

### A.I.VOICE 2 結月ゆかり
2023年12月22日発売。ディープラーニングを利用した音声合成ソフト「AITalk6」の技術を応用した「A.I.VOICE 2」による読み上げソフト。ボイススタイルとして「平静」、「喜び」、「怒り」、「悲しみ」、「結月ゆかり 雫」、「結月ゆかり 凪 喜び」、「結月ゆかり 凪 怒り」、「結月ゆかり 凪 悲しみ」が実装されている。

### VOCALOID6 AI 結月ゆかり
2025年3月13日発売。システムにAIを組み込んだ「VOCALOID6」エンジンに対応しており、ナチュラルな表現でこれまでにない自由な歌声を実現。クリエイター自身の歌唱データをもとに歌い方や歌詞を再現する「VOCALO CHANGER（ボカロチェンジャー）」機能や、日本語・英語・中国語を織り交ぜた流暢な歌唱を可能とするマルチリンガル機能にも対応している。VOCALOID3・4版はAHSから発売されていたが、VOCALOID6版はインターネットからの発売となる。

## キャラクター
キャラクターイラストはイラストレーターの文倉十が手がけた。プロフィールは以下のように設定されている。
- 誕生日：12月22日
- 年齢：18歳
- 身長：159cm

「結月ゆかり 雫」のプロフィールは以下の通り。
- 年齢：13歳
- 身長：152cm

## メディアミックス

### 主な音楽CD
「結月ゆかり」が曲に使用されていることが明記された主なCD。
| タイトル                | アーティスト                             | レーベル                                   | 発売日         |
| ----------------------- | ---------------------------------------- | ------------------------------------------ | -------------- |
| POP★sTAR the VOCALOID   | オムニバス                               | VOCALOID RECORDS                           | 2012年12月19日 |
| V Love 25 -Exclamation- | オムニバス                               | BinaryMixx Records                         | 2013年1月9日   |
| みんな幸せにな～れ！    | うたたP feat. 初音ミク、MAYU、結月ゆかり | EXIT TUNES                                 | 2013年4月17日  |
| 月の響                  | オムニバス                               | エイベックス・ミュージック・クリエイティヴ | 2014年3月19日  |

### KarenTによる配信
以下は、クリプトン・フューチャー・メディアのレーベル「KarenT」により、iTunes Storeなどで、「結月ゆかり」の名前が明記された楽曲や楽曲が収録されたアルバム。
| タイトル         | アーティスト | リリース日    |
| ---------------- | ------------ | ------------- |
| 〆 -Deadline     | Clean Tears  | 2012年8月22日 |
| Delights! S      | TakeponG     | 2012年9月19日 |
| 弓月のアルナスル | As'257G      | 2012年11月9日 |